# Les Prisonniers de la tour
Pour plus de détails, voir Fiche technique et Distribution.
Les Prisonniers de la tour (I Reali di Francia) est un film de cape et d'épée italien réalisé par Mario Costa et sorti en 1959.
Le film est adapté de la Matière de France.

## Synopsis
Le roi Louis VII, pour protéger les petits princes Philippe et Marie, charge Roland, comte de Besançon, de l'envoyer à la frontière espagnole et de les conduire ensuite en France.

## Fiche technique
- Titre français : Les Prisonniers de la tour ou Orgies barbares ou Epopées et amours de Roland de Besançon, chevalier de France[1]
- Titre original italien : I Reali di Francia[2],[3]
- Réalisateur : Mario Costa
- Scénario : Vittorio Calvino (it), Nino Stresa (it)
- Photographie : Augusto Tiezzi
- Montage : Otello Colangeli
- Musique : Carlo Innocenzi
- Décors : Saverio D'Eugenio (it) (architecte d'intérieur Emilio D'Andrea)
- Costumes : Anna Maria Feo
- Production : Alberto Manca
- Société de production : Schermi Produzione
- Pays de production :  Italie
- Langue originale : italien
- Format : Couleur par Ferraniacolor - 2,35:1 - Son mono - 35 mm
- Durée : 76 minutes
- Genre : Film de cape et d'épée
- Dates de sortie :
  - Italie : 11 décembre 1959
  - France : 8 février 1961

## Distribution
- Chelo Alonso : Suleima
- Rik Battaglia : Roland, Comte de Besançon
- Gérard Landry : Gontrano
- Liana Orfei : Jitana
- Livio Lorenzon : Basirocco
- Andrea Scotti : Lanciotto
- Franco Fantasia : Miguel
- Luisella Boni : Annette
- Olga Solbelli : Fazia
- Gino Marturano : Juanito
- Paola Quattrini : Princesse Maria
- Carlo Tamberlani : Le Duc de Château Roux
- Cesare Fantoni : Achirro, chef des Maures
- Nerio Bernardi : Le roi de France